# Castellón de Ampurias
Castellón de Ampurias (oficialmente en catalán Castelló d’Empúries) es un municipio y localidad española de la provincia de Gerona, en la comunidad autónoma de Cataluña. Perteneciente a la comarca del Alto Ampurdán, cuenta con una población de 12 163 habitantes (INE 2024).

## Geografía
El municipio se encuentra a unos 17 m de altitud sobre el nivel del mar y tiene una superficie de 42,3 km², dentro de los cuales se incluye el parque natural de las Marismas del Ampurdán. Tiene dos núcleos de población: el núcleo medieval de Castellón de Ampurias en el interior, y marina residencial de Ampuriabrava.

## Símbolos
El escudo de Castellón de Ampurias se define con el siguiente blasón:

Escudo en forma de losanje con ángulos rectos: fajado de oro y de gules, y resaltando sobre el todo un castillo de azur cerrado de sable. Por timbre una corona de conde.

Fue aprobado el 14 de septiembre de 2005 y publicado en el DOGC el 3 de octubre de ese mismo año.

## Historia
La primera mención de Castellón de Ampurias (la vila Castilione) data del año 879.[cita requerida] Hacia 1064 los condes de Ampurias, que tenían su residencia en San Martín de Ampurias (la vila d'Empúries, heredera de la ciudad de Ampurias), deciden trasladar su residencia y, con ella, la capitalidad del condado, a Castellón. En ese mismo año, el 9 de septiembre, se consagra por primera vez la iglesia de Santa María, estructura todavía de estilo románico. En 1492, por decreto de los Reyes Católicos, se expulsó a los judíos que residían en la populosa judería (call), que llegó a contar con unos 300 habitantes. En su interior llegaron a existir dos sinagogas, de las que quedan escasos restos. La época de esplendor de la villa dura hasta alrededor del siglo XVI, cuando la población queda relativamente estancada. El centro histórico todavía conserva buena parte de su trazado y aspecto medieval, con plazas porticadas, palacios y monasterios.

## Demografía
Castellón de Ampurias cuenta con una población de 12 163 habitantes (INE 2024).
| Gráfica de evolución demográfica de Castellón de Ampurias entre 1842 y 2021 |
| |
| Población de derecho según los censos de población del INE Población de hecho según los censos de población del INEEn estos censos se denominaba Castellón de Ampurias: 1842, 1857, 1860, 1877, 1887, 1897, 1900, 1910, 1920, 1930, 1940, 1950, 1960, 1970 y 1981 |

| Nacionalidad | Hombres | Mujeres | Total | %      | Proporción |
| ------------ | ------- | ------- | ----- | ------ | ---------- |
| Española     | 3187    | 3190    | 6377  | 54.9 % |            |
| Extranjera   | 2706    | 2528    | 5234  | 45.0 % |            |

Migración
| País                 | Hombres | Mujeres | Total | %      | Proporción |
| -------------------- | ------- | ------- | ----- | ------ | ---------- |
| Marruecos            | 791     | 624     | 1415  | 27.0 % |            |
| Francia              | 506     | 472     | 978   | 18.7 % |            |
| Alemania             | 195     | 224     | 419   | 8.0 %  |            |
| Rumania              | 201     | 216     | 417   | 8.0 %  |            |
| Rusia                | 112     | 182     | 294   | 5.6 %  |            |
| Italia               | 101     | 93      | 194   | 3.7 %  |            |
| Reino Unido          | 79      | 67      | 146   | 2.8 %  |            |
| Ucrania              | 54      | 50      | 104   | 2.0 %  |            |
| Senegal              | 72      | 20      | 92    | 1.8 %  |            |
| China                | 43      | 35      | 78    | 1.5 %  |            |
| Pakistán             | 61      | 6       | 67    | 1.3 %  |            |
| Brasil               | 20      | 44      | 64    | 1.2 %  |            |
| Polonia              | 32      | 32      | 64    | 1.2 %  |            |
| Venezuela            | 18      | 42      | 60    | 1.1 %  |            |
| Bulgaria             | 28      | 31      | 59    | 1.1 %  |            |
| Argentina            | 36      | 21      | 57    | 1.1 %  |            |
| Argelia              | 31      | 22      | 53    | 1.0 %  |            |
| Uruguay              | 18      | 20      | 38    | 0.7 %  |            |
| Colombia             | 10      | 26      | 36    | 0.6 %  |            |
| Cuba                 | 16      | 19      | 35    | 0.6 %  |            |
| Portugal             | 12      | 17      | 29    | 0.5 %  |            |
| Ecuador              | 11      | 15      | 26    | 0.4 %  |            |
| República Dominicana | 9       | 10      | 19    | 0.3 %  |            |
| Bolivia              | 4       | 11      | 15    | 0.2 %  |            |
| Chile                | 2       | 5       | 7     | 0.1 %  |            |
| Paraguay             | 2       | 5       | 7     | 0.1 %  |            |
| Perú                 | 2       | 2       | 4     | 0.07 % |            |
| Nigeria              | 0       | 2       | 2     | 0.03 % |            |

En 2009 el municipio de Castellón de Ampurias contaba con 12 111 habitantes, según cifras oficiales del INE. De estos, sólo 3971 vivían en el núcleo de Castellón, residiendo 8001 en Ampuriabrava y los 139 restantes diseminados por el término.
| Unidad de población            | Habitantes | Coordenadas                                        | Distancia (km) |
| ------------------------------ | ---------- | -------------------------------------------------- | -------------- |
| Ampuriabrava                   | 8001       | 42°14′43″N 3°07′35″E / 42.24528, 3.12639           | 2,5            |
| Castellón de Ampurias (núcleo) | 3971       | 42°15′29.89″N 3°04′11.05″E / 42.2583028, 3.0697361 | -              |

|           | 1497        | 1553        | 1717 | 1787 | 1857 | 1877 | 1887 | 1900 | 1910 | 1920 | 1930 | 1940 | 1950 | 1960 | 1970 | 1981 | 1990 | 1996 | 2000 | 2006   | 2009   |
| --------- | ----------- | ----------- | ---- | ---- | ---- | ---- | ---- | ---- | ---- | ---- | ---- | ---- | ---- | ---- | ---- | ---- | ---- | ---- | ---- | ------ | ------ |
| Población | 391 (~1564) | 399 (~1596) | 1261 | 2911 | 3260 | 2856 | 2781 | 2591 | 2820 | 2506 | 2432 | 2119 | 2056 | 2009 | 2110 | 2653 | 4098 | 4830 | 6266 | 10 021 | 12 111 |

| Evolución demográfica de los núcleos de Castellón de Ampurias (C) y Ampuriabrava (E) |
| ------------------------------------------------------------------------------------ |
|                                                                                      |
| Fuente: Instituto Nacional de Estadística - Elaboración gráfica para Wikipedia       |

## Administración y política

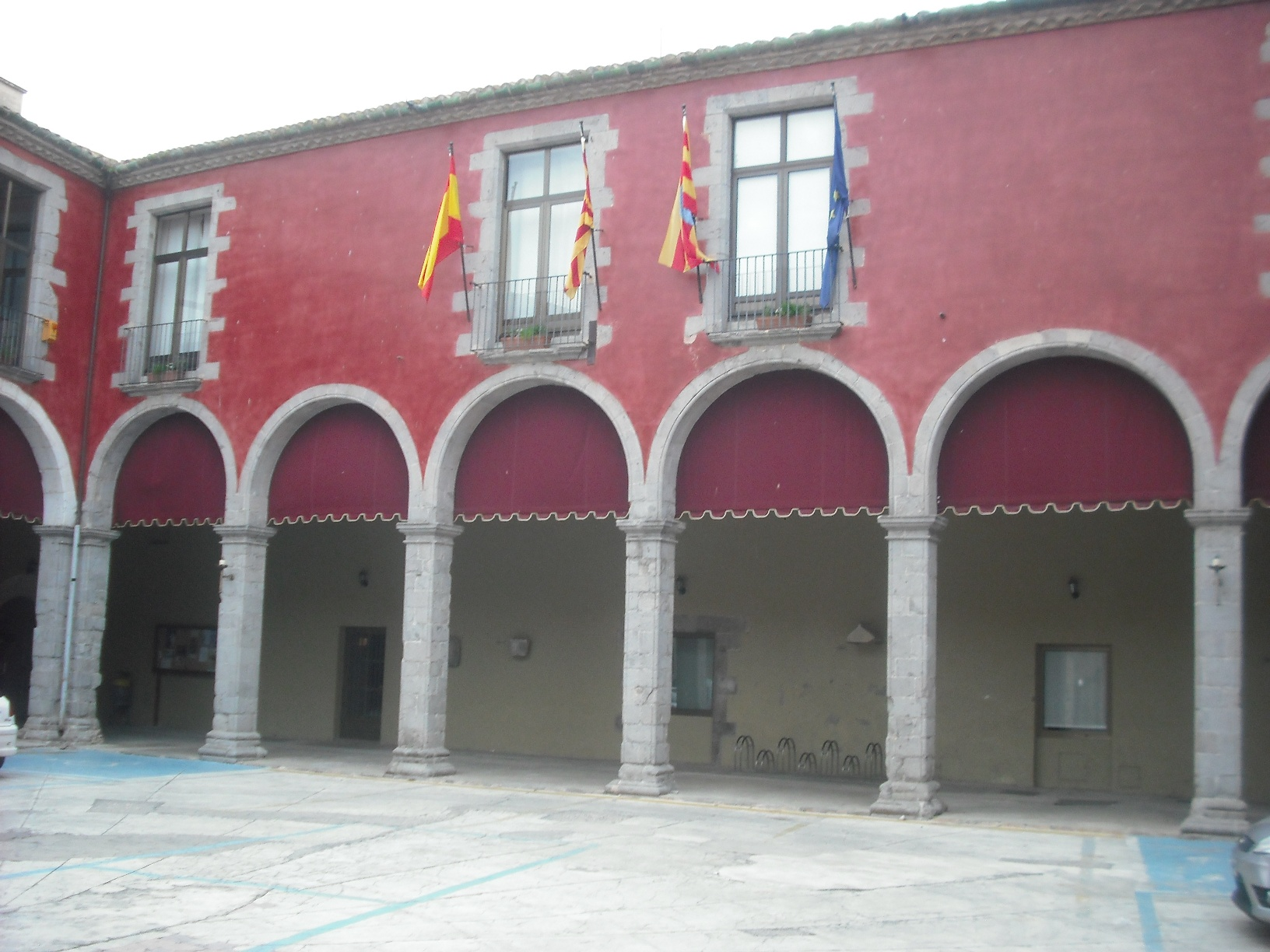
Ayuntamiento de Castellón de Ampurias, en el antiguo Palacio Condal

Castellón de Ampurias está gobernado por una corporación local formada por concejales elegidos cada cuatro años por sufragio universal que a su vez eligen un alcalde. El censo electoral está compuesto por todos los residentes empadronados en Castellón mayores de 18 años y nacionales de España y de los otros países miembros de la Unión Europea. Según lo dispuesto en la Ley del Régimen Electoral General, que establece el número de concejales elegibles en función de la población del municipio, la corporación municipal de Castellón de Ampurias está formada por 17 concejales. La sede actual del ayuntamiento castellonense está en el Palacio de los Condes.
| Periodo   | Nombre                                                                    | Partido |
| --------- | ------------------------------------------------------------------------- | ------- |
| 1979-1983 | Francesc Brossa i Anglada                                                 | PSC     |
| 1983-1987 | Francesc Brossa i Anglada (1983-1984) Esteve Ripoll i Cornell (1984-1987) | PSC     |
| 1987-1991 | Miquel Casellas i Hortensi                                                | CiU     |
| 1991-1995 | Miquel Casellas i Ortensi                                                 | CiU     |
| 1995-1999 | Xavier M. Sanllehí i Brunet                                               | ERC     |
| 1999-2003 | Xavier M. Sanllehí i Brunet                                               | UPM     |
| 2003-2007 | Xavier M. Sanllehí i Brunet                                               | CiU     |
| 2007-2011 | Salvi Güell i Bohigas                                                     | ERC     |
| 2011-2015 | Xavier M. Sanllehí i Brunet                                               | CiU     |
| 2015-2019 | Assumpció Brossa (2015-2016) Salvi Güell (2016-2019)                      | CiU ERC |
| 2019-2023 | Salvi Güell                                                               | ERC     |
| 2023-act. | Anna Massot                                                               | ERC     |

## Patrimonio

### Patrimonio civil

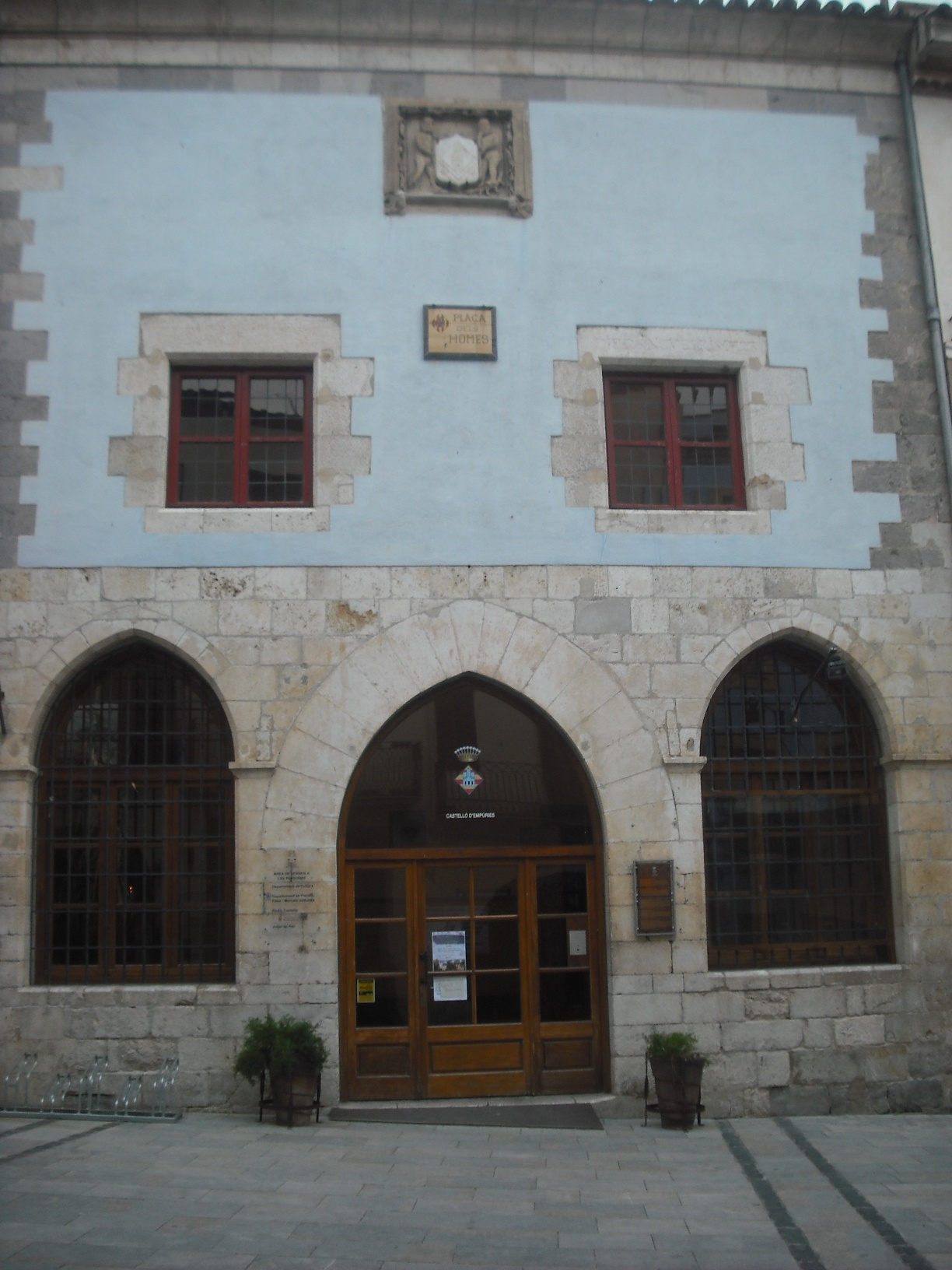
Lonja de Castellón de Ampurias

- Lonja (Llotja). En época medieval Casa del Concejo y Lonja del Mar, albergó posteriormente el Ayuntamiento. Su estructura es de alrededor de 1393, con reformas del siglo XVIII. Cabe destacar un gran escudo en relieve y, en su interior, una bóveda de crucería gótica, que tiene el emblema de la villa en la clave.[15]
- Curia y prisión (Cúria i presó). Construido alrededor de 1336, es un edificio de estilo gótico que integraba dos de las principales funciones de la villa medieval: la Curia, sede del tribunal de justicia, y la prisión. En esta última se han conservado numerosos grafitis hechos por los prisioneros.[16]
- Portal de la Gallarda. Del siglo XIII o XIV, constituía la entrada al recinto amurallado por el lado de levante, y consiste en un portal practicado en la base de una torre rectangular de estilo gótico.[17]
- Hospital Mayor o Aduana (Hospital Major o Duana). Se trata de un conjunto de arcadas góticas que pudo pertenecer o bien a la aduana medieval de Castellón o bien a las salas del Hospital Mayor de la villa, fundado en 1252 en ese lugar.[18]
- La Casa Gran (La Casa Grande). Destaca su fachada, austera, con portal adintelado y dos esbeltas ventanas. Construida alrededor del siglo XIV, es un importante ejemplo del gótico civil catalán.[19]
- Puente Viejo (Pont Vell). Sobre el río Muga, en origen se denominó Puente Mayor o Puente Nuevo ya que existió otro más antiguo, actualmente desaparecido. Se construyó en el siglo XIV, aunque ha sido reparado en numerosas ocasiones debido a los daños sufridos por las guerras o el agua. Destacan, sobre todo, sus siete arcos de anchuras desiguales.[20]
- Torre carlista (Torre carlina). Se construyó en la entrada a Castellón desde el río, en la segunda mitad del siglo XIX. Sus artífices fueron los soldados del Regimiento de Toledo, a fin de renovar las fortificaciones contra los carlistas.[21]
- Lavadero (Rentador). Es una construcción del siglo XIX que incorpora elementos del desaparecido convento de San Francisco. Destacan las columnas del siglo XVI o XVII, que debieron formar parte del claustro.[22]

### Patrimonio religioso

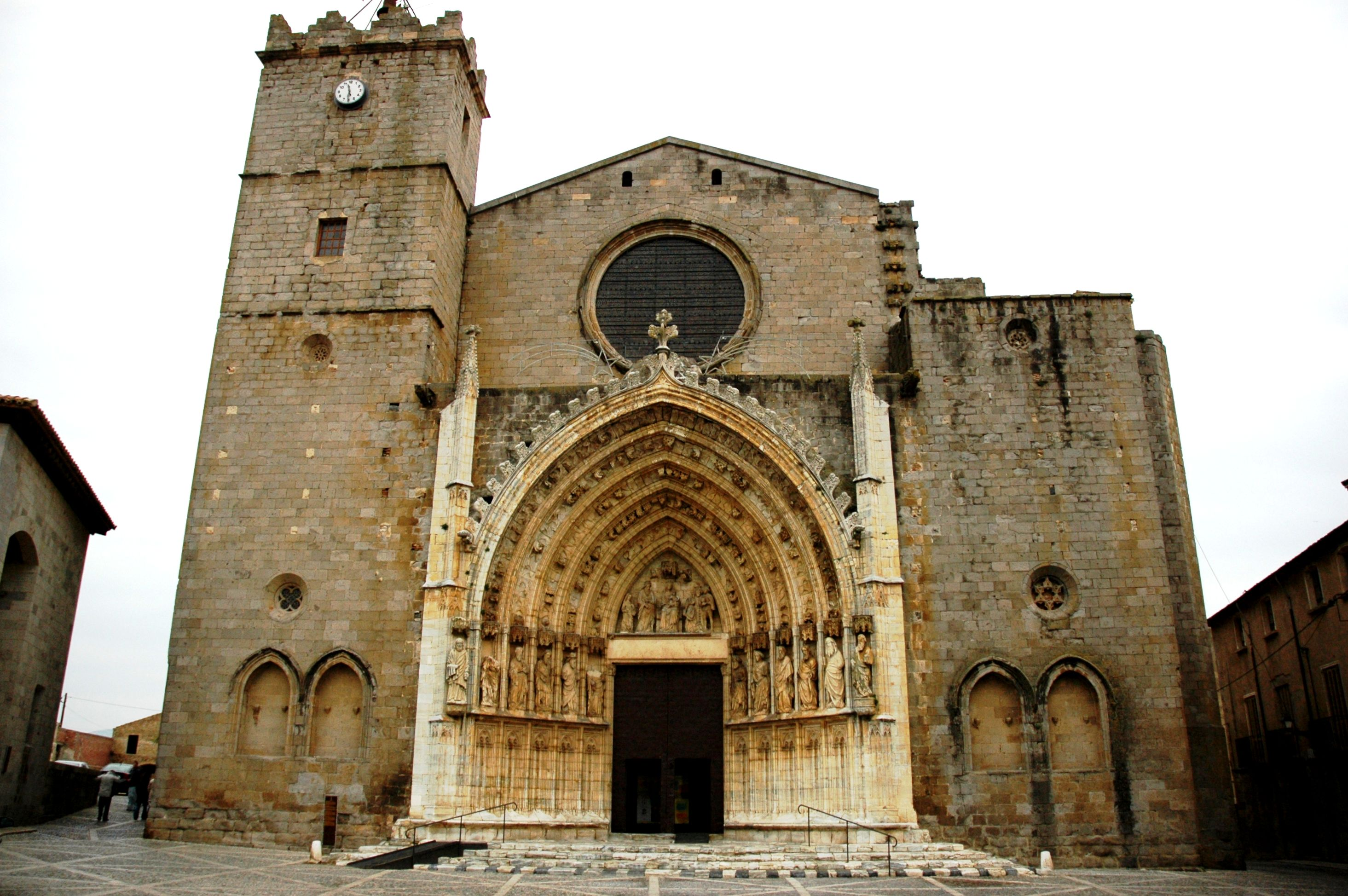
Fachada de la Iglesia de Santa María

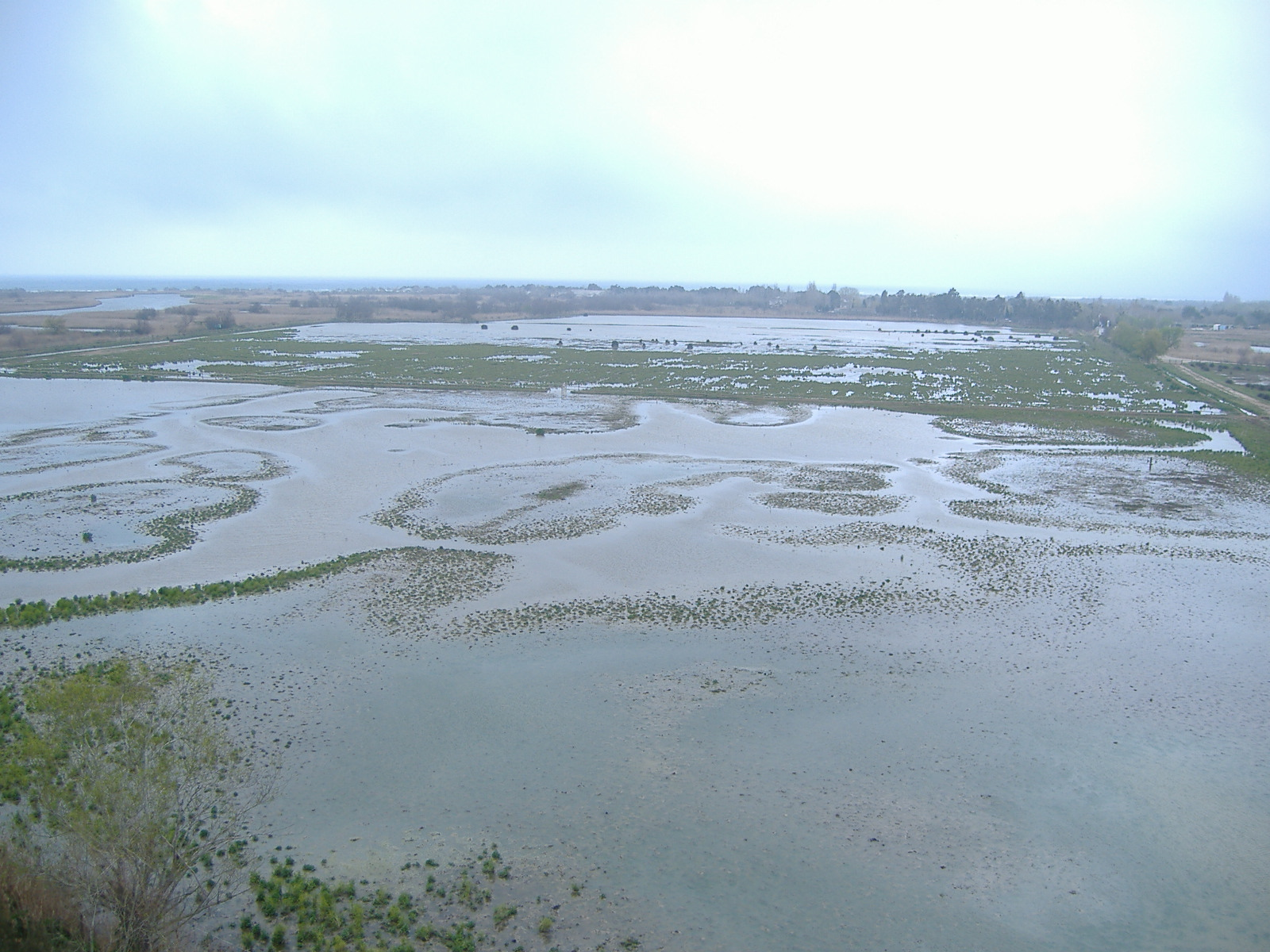
Vista parcial del parque de las Marismas del Ampurdán

- Iglesia de Santa María. Es un gran edificio de estilo gótico, con dimensiones y estructura de catedral, dignidad que nunca ostentó pese a los muchos intentos de los condes de Ampurias.[23] La obra, emplaza con mucha probabilidad sobre la antigua iglesia románica, se comenzó en el siglo XIII y se terminó en el siglo XV, momento en que se construyó la fachada con la portada de mármol. El campanario, con decoración gótica, sigue todavía la composición arquitectónica de los campanarios románicos de influencia lombarda y data, probablemente, del siglo XIII.[23]
- Convento de Santo Domingo y Palacio Condal (Convent de Sant Domènec i Palau Comtal). Se fundó en 1317 cerca de la muralla, edificándose unos 30 años después el Palacio Condal a su lado. Este duró poco más de medio siglo como residencia de los condes, cediéndose a estos últimos en 1401. En la actualidad alberga el ayuntamiento de Castellón de Ampurias, así como diversos servicios municipales.[24]
- Convento de Santa Clara (Convent de Santa Clara). Fundado extramuros en 1260, se trasladó intramuros en 1683 dada la inseguridad de las guerras. Es un gran conjunto que consta de una iglesia de una sola nave y un austero claustro con galerías de medio punto.[25]
- Convento de Santa Magdalena o San Agustín (Convent de Santa Magdalena o Sant Agustí). Fundado extramuros en el siglo XIII, se trasladó al interior de la villa en el siglo XVII. Se desamortizó en el siglo XIX y pasó a ser de propiedad privada. En la portada de la iglesia puede verse un fragmento de una lápida sepulcral judía.[26]
- Convento de la Merced (Convent de la Mercè). Se fundó extramuros en 1238, cerca del puente de la Merced sobre la acequia del Molí y se trasladó intramuros en el siglo XVIII. Fue desamortizado a finales del siglo XIX, conservándose en la actualidad dos galerías del claustro, de estilo renacentista.[27]

### Patrimonio natural
- Parque natural de las Marismas del Ampurdán. Tiene una superficie de 4730 ha, de las cuales un 57,4 % están en el término de Castellón de Ampurias. Se trata de un espacio natural sometido a una fuerte presión humana, pero de una gran importancia por la rica fauna y flora que habita en sus estanques y ciénagas, así como en las playas y las acequias.[28]

## Cultura

### Museos

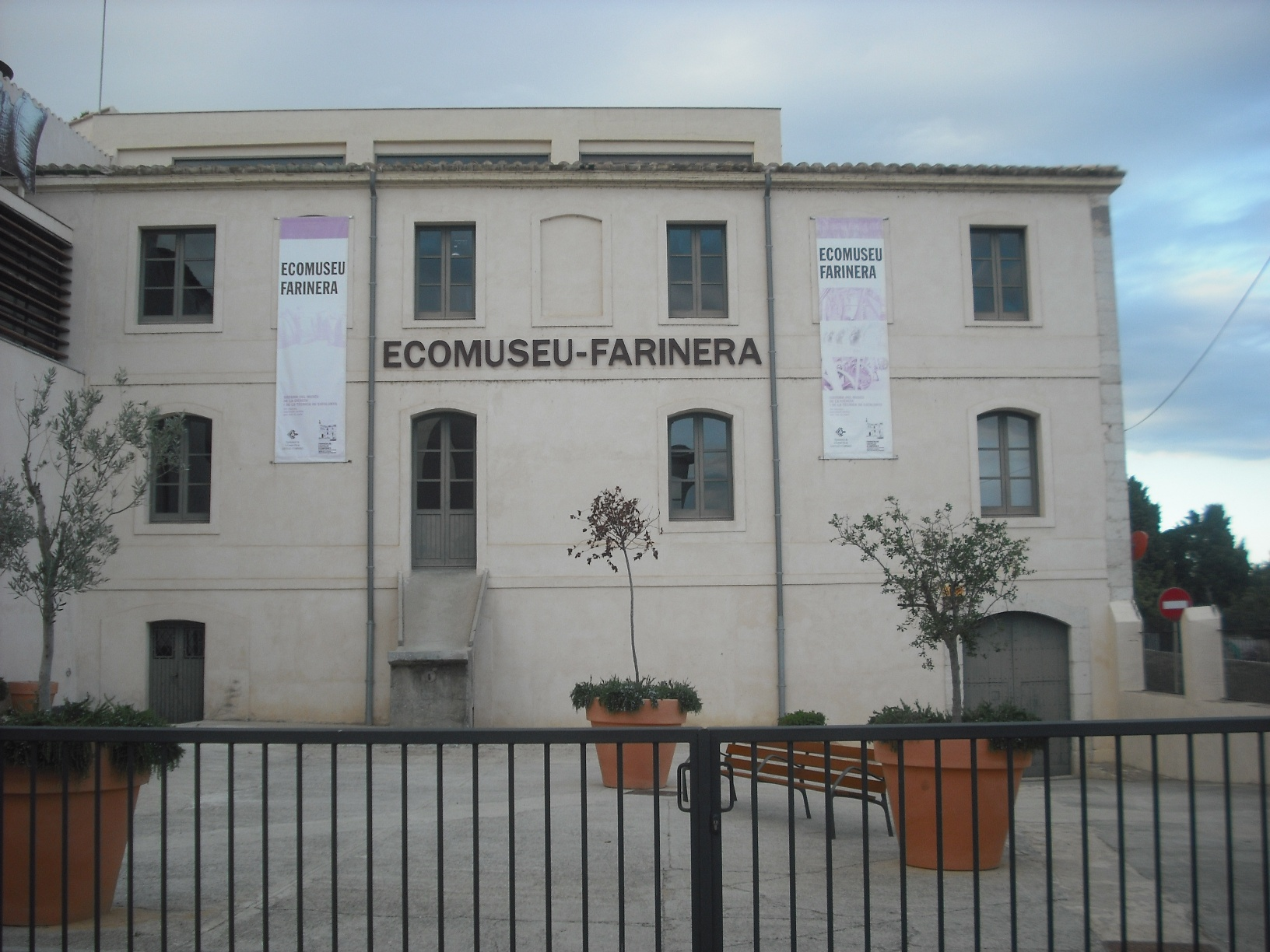
Fachada del Ecomuseo-Harinera

- Ecomuseo-Harinera (Ecomuseu-Farinera). Está situado en la antigua harinera, construida en 1905 sobre el molino medieval del Medio (Molí del Mig), y que cuenta con tres plantas. En su interior puede verse la antigua maquinaria, en gran parte de madera y parcialmente renovada en el siglo XX. La exposición, adscrita al Museu de la Ciència i de la Tècnica de Catalunya, permite conocer la transformación del trigo en harina según el sistema austrohúngaro.[29]
- Museo parroquial. Ubicado en el ábside de la iglesia de Santa María, alberga el retablo mayor de alabastro del siglo XV, así como notables imágenes, objetos de orfebrería, ornamentos litúrgicos y piezas arqueológicas de diversa cronología.[23]

### Fiestas
- Fiesta mayor: Se celebra en torno al 10 de agosto.[cita requerida]
- Festival Terra de Trobadors: Se celebra a mediados de septiembre y rememora la vida en la Edad Media.[30]

### Gastronomía
Destacan el pato de corral, el foie gras, las verduras autóctonas y el pez de bahía. Entre los dulces y postres cabe destacar las manzanas rellenas, los bruels, los aiguamoixos y los rocs.